# Abbaye Saint-Pierre dans la Forêt-Noire
Pour les articles homonymes, voir Abbaye Saint-Pierre.
L'Abbaye Saint-Pierre dans la Forêt-Noire (en allemand Kloster Sankt Peter auf dem Schwarzwald) est une ancienne abbaye bénédictine située dans le village de Saint-Pierre en plein cœur de la Forêt-Noire. L'abbaye est dissoute en 1806 par sécularisation,,.